# Pakistan op de Olympische Zomerspelen 2008

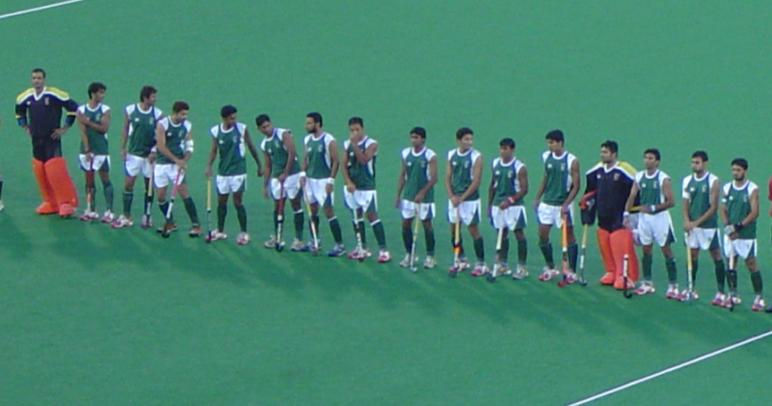
Het mannelijke veldhockeyteam

Pakistan nam deel aan de Olympische Zomerspelen 2008 in Peking, China. Het debuteerde op de Zomerspelen in 1948 en deed in 2008 voor de 15e keer mee. Voor de vierde keer op rij werd geen medaille gewonnen.

## Deelnemers en resultaten

### Atletiek
| Olympiër       | Onderdeel       | Resultaat | Prestatie              |
| -------------- | --------------- | --------- | ---------------------- |
| Abdul Rashid   | 110m horden (m) | 40e       | serie 3: 8ste in 14,52 |
|                |                 |           |                        |
| Sadaf Siddiqui | 100m (v)        | 61e       | serie 2: 7de in 12,41  |

### Hockey
| Olympiër | Onderdeel | Resultaat | Prestatie |
| --- | --------- | --------- | --- |
| Salman Akbar Zeeshan Ashraf Muhammad Imran Muhammad Javed Muhammad Saqlain Adnan Maqsood Muhammad Waqas Waqas Akbar Shakeel Abbasi Rehan Butt Syed Abbas Haider Bilgrami Nasir Ahmed Syed Imran Ali Warsi Muhammad Asif Rana Muhammad Zubair Shafqat Rasool | mannen    | 8e        | groep B: 4de V van Groot-Brittannië: 2-4 W van Canada: 3-1 V van Australië: 1-3 W van Zuid-Afrika: 3-1 V van Nederland: 2-4 7-8ste plek: V van Nieuw-Zeeland: 2-4 |

| Groep B |                  |             |             |             |             |            |            |            |        |
| #       | Land             | Wedstrijden | Wedstrijden | Wedstrijden | Wedstrijden | Doelpunten | Doelpunten | Doelpunten | Punten |
| #       | Land             | G           | W           | G           | V           | V          | T          | Saldo      | Punten |
| 1       | Nederland        | 5           | 4           | 1           | 0           | 16         | 6          | +10        | 13     |
| 2       | Australië        | 5           | 3           | 2           | 0           | 24         | 7          | +17        | 11     |
| 3       | Groot-Brittannië | 5           | 2           | 2           | 1           | 10         | 7          | +3         | 8      |
| 4       | Pakistan         | 5           | 2           | 0           | 3           | 11         | 13         | −2         | 6      |
| 5       | Canada           | 5           | 1           | 1           | 3           | 10         | 17         | −7         | 4      |
| 6       | Zuid-Afrika      | 5           | 0           | 0           | 5           | 4          | 25         | −21        | 0      |

| Ronde       | Datum  | Plaats        | Land | Score            | Land |
| ----------- | ------ | ------------- | ---- | ---------------- | ---- |
| Groepsfase  |        |               |      |                  |      |
| 11 augustus | Peking | Pakistan      | 2-4  | Groot-Brittannië |      |
| 13 augustus | Peking | Canada        | 1-3  | Pakistan         |      |
| 15 augustus | Peking | Pakistan      | 1-3  | Australië        |      |
| 17 augustus | Peking | Pakistan      | 3-1  | Zuid-Afrika      |      |
| 19 augustus | Peking | Nederland     | 4-2  | Pakistan         |      |
| 7-8ste plek |        |               |      |                  |      |
| 21 augustus | Peking | Nieuw-Zeeland | 4-2  | Pakistan         |      |

### Schietsport
| Olympiër      | Onderdeel                  | Resultaat | Prestatie                                              |
| ------------- | -------------------------- | --------- | ------------------------------------------------------ |
| Siddique Umer | 10m luchtgeweer (m)        | 48e       | kwalificatie: 48ste met 578 punten (95-96-95-97-98-97) |
| Siddique Umer | 50m geweer 3 houdingen (m) | 49e       | kwalificatie: 49ste met 1116 punten (390-359-367)      |

### Zwemmen
| Olympiër   | Onderdeel          | Resultaat | Prestatie             |
| ---------- | ------------------ | --------- | --------------------- |
| Adil Baig  | 50m vrije slag (m) | 74e       | serie 5: 7de in 25,66 |
|            |                    |           |                       |
| Kiran Khan | 50m vrije slag (v) | 69e       | serie 4: 6de in 29,84 |

Afghanistan · Albanië · Algerije · Amerikaanse Maagdeneilanden · Amerikaans-Samoa · Andorra · Angola · Antigua en Barbuda · Argentinië · Armenië · Aruba · Australië · Azerbeidzjan · Bahama's · Bahrein · Bangladesh · Barbados · België · Belize · Benin · Bermuda · Bhutan · Bolivia · Bosnië en Herzegovina · Botswana · Brazilië · Britse Maagdeneilanden · Bulgarije · Burkina Faso · Burundi · Cambodja · Canada · Centraal-Afrikaanse Republiek · Chili · China · Chinees Taipei · Colombia · Comoren · Congo-Brazzaville · Congo-Kinshasa · Cookeilanden · Costa Rica · Cuba · Cyprus · Denemarken · Djibouti · Dominica · Dominicaanse Republiek · Duitsland · Ecuador · Egypte · El Salvador · Equatoriaal-Guinea · Eritrea · Estland · Ethiopië · Fiji · Filipijnen · Finland · Frankrijk · Gabon · Gambia · Georgië · Ghana · Grenada · Griekenland · Groot-Brittannië · Guam · Guatemala · Guinee · Guinee‑Bissau · Guyana · Haïti · Honduras · Hongarije · Hongkong · Ierland · IJsland · India · Indonesië · Irak · Iran · Israël · Italië · Ivoorkust · Jamaica · Japan · Jemen · Jordanië · Kaaimaneilanden · Kaapverdië · Kameroen · Kazachstan · Kenia · Kirgizië · Kiribati · Koeweit · Kroatië · Laos · Lesotho · Letland · Libanon · Liberia · Libië · Liechtenstein · Litouwen · Luxemburg · Macedonië · Madagaskar · Malawi · Malediven · Maleisië · Mali · Malta · Marshalleilanden · Marokko · Mauritanië · Mauritius · Mexico · Micronesië · Moldavië · Monaco · Mongolië · Montenegro · Mozambique · Myanmar · Namibië · Nauru · Nederland · Nederlandse Antillen · Nepal · Nicaragua · Nieuw-Zeeland · Niger · Nigeria · Noord-Korea · Noorwegen · Oeganda · Oekraïne · Oezbekistan · Oman · Oostenrijk · Oost‑Timor · Pakistan · Palau · Palestina · Panama · Papoea-Nieuw-Guinea · Paraguay · Peru · Polen · Portugal · Puerto Rico · Qatar · Roemenië · Rusland · Rwanda · Saint Kitts en Nevis · Saint Lucia · Saint Vincent en Grenadines · Salomonseilanden · Samoa · San Marino · Sao Tomé en Principe · Saoedi-Arabië · Senegal · Servië · Seychellen · Sierra Leone · Singapore · Slovenië · Slowakije · Soedan · Somalië · Spanje · Sri Lanka · Suriname · Swaziland · Syrië · Tadzjikistan · Tanzania · Thailand · Togo · Tonga · Trinidad en Tobago · Tsjaad · Tsjechië · Tunesië · Turkije · Turkmenistan · Tuvalu · Uruguay · Vanuatu · Venezuela · Verenigde Arabische Emiraten · Verenigde Staten · Vietnam · Wit-Rusland · Zambia · Zimbabwe · Zuid-Afrika · Zuid-Korea · Zweden · Zwitserland
Uitgesloten van deelname: Brunei